# Temporada de tempestades de vento na Europa de 2021-2022
A temporada de tempestades de vento e chuva na Europa de 2021–2022 foi a sétima temporada de nomeação sazonal de tempestades de vento na Europa.
A temporada decorreu de 23 de setembro de 2021 a 31 de agosto de 2022, ocorrendo tempestades de chuvas extremas, resultando na morte de 73 pessoas.

## Contexto
O grupo dos países do Sudoeste europeu, do qual fazem pare os Serviços Meteorológicos Nacionais de Portugal (IPMA), França (Météo-France), Bélgica (RMI) e Espanha (AEMET), fez duas mudanças importantes para esta temporada - de forma geral, as tempestades eram nomeadas sempre que houvesse alerta laranja ou vermelho para ventos:
- As tempestades serão nomeadas também se houver avisos laranja ou vermelho apenas para chuvas;
- Não será preciso alcançar o alerta laranja de vento para que a tempestade receba um nome.

### Os grupos
Em 18 de fevereiro, o DMI da Dinamarca, divulgou a lista dos grupos e seus países participantes:
Europa Central: Alemanha, Áustria, Suíça, Polônia, Eslováquia, Hungria
Mediterrâneo Central: Itália, Eslovênia, Croácia, Macedônia do Norte, Montenegro, Malta
Norte: Noruega, Suécia, Dinamarca
Oeste (noroeste): Irlanda, Inglaterra, Holanda
Sudoeste: França, Espanha, Portugal, Bélgica, Luxemburgo
Sul: Grécia, Chipre, Israel

## Nomenclatura

### Países do Sudoeste (França, Espanha, Portugal e Bélgica)
| - Aurore - Blas - Celia - Diego - Evelyn - Fabio - Georgia | - Hans - Isabel - Jean-Louis - Konstantina - Lucas - Marjane - Nikolai | - Odalys - Paris - Rada - Stefano - Taimi - Vladimir - Wallis |

### Países do Noroeste (Reino Unido, Irlanda e Países Baixos)
| - Arwen - Barra - Corrie - Dudley - Eunice - Franklin - Gladys | - Herman - Imani - Jack - Kim - Logan - Méabh - Nasim | - Olwen - Pól - Ruby - Seán - Tineke - Vergil - Willemien. |

## Tempestades do Sudoeste

### Tempestade Aurore
Foi um sistema de baixa pressão nomeado pelo Météo-France que causou chuvas e ventos fortes no sul da Inglaterra e norte da França entre os dias 20 e 21 de outubro. Em Fécamp, Normandia, as rajadas de vento chegaram a 175 km e a 153 km/h no topo da Torre Eiffel. A França, de modo geral, foi mais atingida, com o vento tendo derrugado galhos e árvores que levaram a interrupção de linhas de trem na Normandia, Île-de-France, Champagne-Ardenne e em Hauts-de-France. Em 21 de outubro, cerca de 250.000 residências francesas não tinham eletricidade.

### Tempestade Blas
Nomeada pela Espanha, foi um vórtice ciclônico ativo entre 7 e 11 de novembro de 2021, entre a bacia centro-oeste do Mediterrâneo, a meio caminho entre as Baleares (Espanha) e a costa sul da Sardenha (Itália). Na Espanha, na região de Cap de Creus, houve registro de rajadas de vento de 100 km/h e ondas marítimas de 5 m.

## Tempestades do Noroeste

### Tempestade Arwen
O Met Office nomeou um sistema de baixa pressão como Arwen no dia 25 de novembro de 2021, com o aviso de ventos fortes na maior parte do Reino Unido: aviso de vento âmbar para o nordeste da Escócia e Inglaterra e aviso amarelo para o restante da Escócia, Irlanda do Norte, oeste da Inglaterra e País de Gales.
No mesmo dia, o Aemet da Espanha também anunciou que Arwen afetaria o país a partir de sábado, 27 de novembro, aumentando um episódio de neve e chuvas persistentes na metade norte. 

### Tempestade Barra
Barra atingiu a Irlanda no dia 7 de dezembro como um ciclone de categoria 2 - durante a madrugada o Joint Cyclone Center dos Estados Unidos havia classificado o Barra como um ciclone de categoria 3, ou seja, um super-ciclone, com ventos de cerca de 185 km/h.
No fim deste dia, tinha obrigado ao fechamento de escolas e centros de vacinação contra covid-19,  provocado inundações em diversas cidades do sul do país e causado falta de energia elétrica em cerca de 49.000 residências e prédios empresariais. Avisos continuavam vigentes para a Irlanda, noroeste de Portugal, norte da Espanha e oeste da França, com o Météo-France avisando que no Canal da Mancha eles podem alcançar 110 km/h.

### Tempestade Corrie
Logo após a passagem da tempestade Malik (ver abaixo), no início de fevereiro a mesma região foi atingida pela tempestade (ciclone) Corrie, que veio do Oeste, passando pelo norte do Reino Unido, para atingir com força a costa da Holanda.

### Tempestade Eunice
A tempestade Eunice - um ciclone extratropical, como são geralmente as tempestades de inverno na Europa, de intensificação como um ciclone-bomba - atingiu duramente o Reino Unido com ventos de um furacão de categoria 2 no dia 18 de fevereiro, rumando depois para os Países Baixos, Alemanha e Dinamarca, onde recebeu o nome de Nora.
A França também foi atingida.

## Tempestades do Norte
As tempestades do Norte são nomeadas pelos países do Norte - Noruega, Suécia, Dinamarca - que não adotam um sistema anual de nomeação por temporada. Muitas vezes, uma tempestade somente é renomeada - uma que vem do Oeste, pode receber outro nome no norte (Eunice recebeu o nome de Nora na Dinamarca/Norte, por exemplo).

### Tempestade Malik
A tempestade Malik foi uma área de baixa pressão que atingiu o norte do Reino Unido e da Dinamarca e sudoeste da Noruega entre os dias 29 e 30 de janeiro de 2022. Foi nomeada pelo Instituto Meteorológico Dinamarquês, já que este seria o país mais atingido. A Dinamarca faz parte do grupo dos países no norte da Europa que nomeiam tempestades, explica o Met Office.

## Outros sistemas

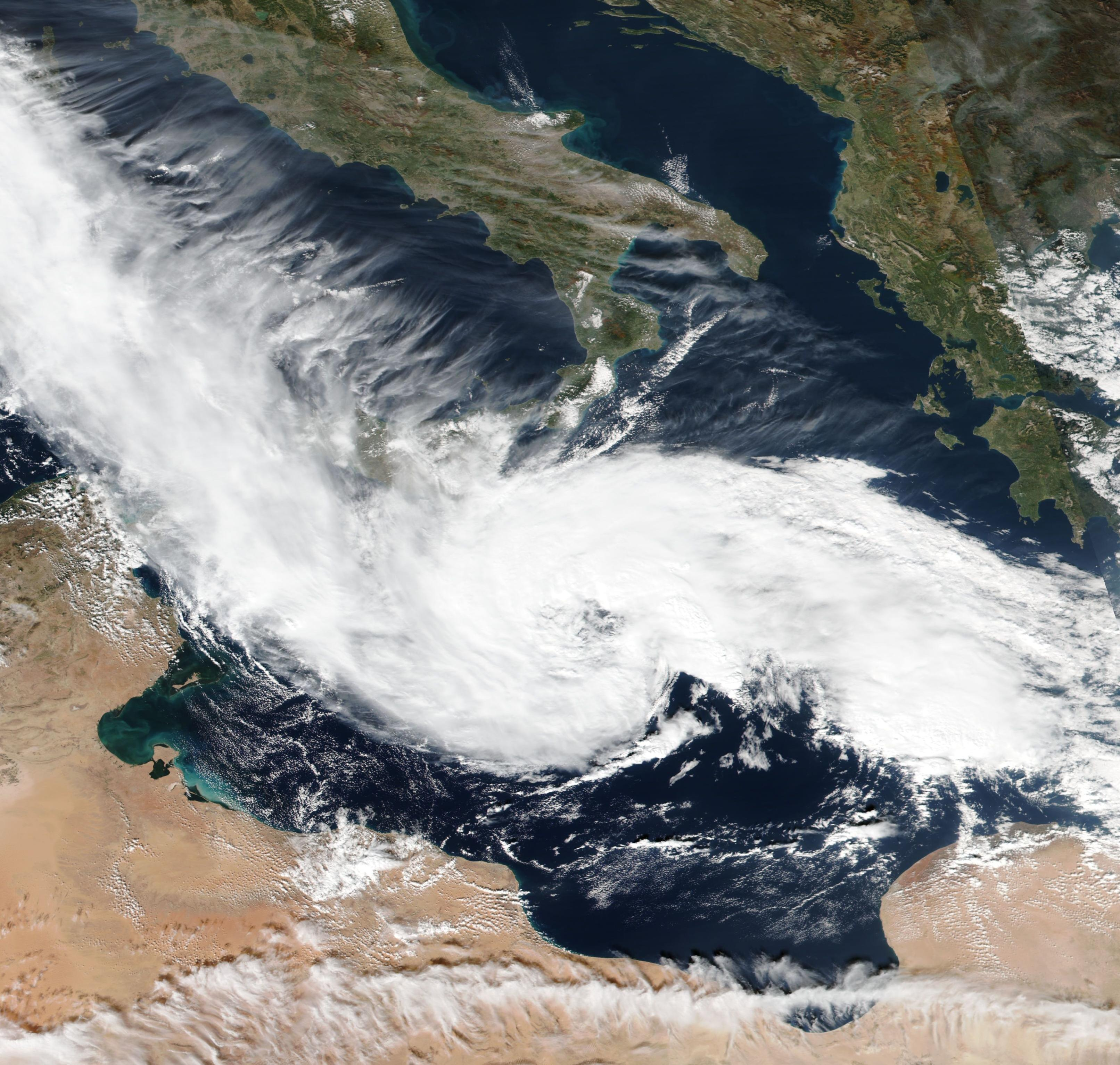
O ciclone subtropical Apollo em 28 de outubro de 2021

Ciclone tropical Apollo: o ciclone subtropical Apollo, também chamado de medicane, atingiu o sul da Sicília, Itália, entre os dias 23 e 31 de outubro, causando fortes chuvas e ventos de cerca de 100 km/h. Duas pessoas foram reportadas como falecidas até 28 de outubro de 2021.
Ciclone Rudolf: atingiu as Ilhas Faroe e o norte e leste da Escócia entre os dias 5 e 7 de novembro, causando chuvas e ventos muito fortes e agitação marítima, que o Joint Cyclone Center classificou como "condições costeiras perigosas".